# Mohrenapotheke (Weißenfels)

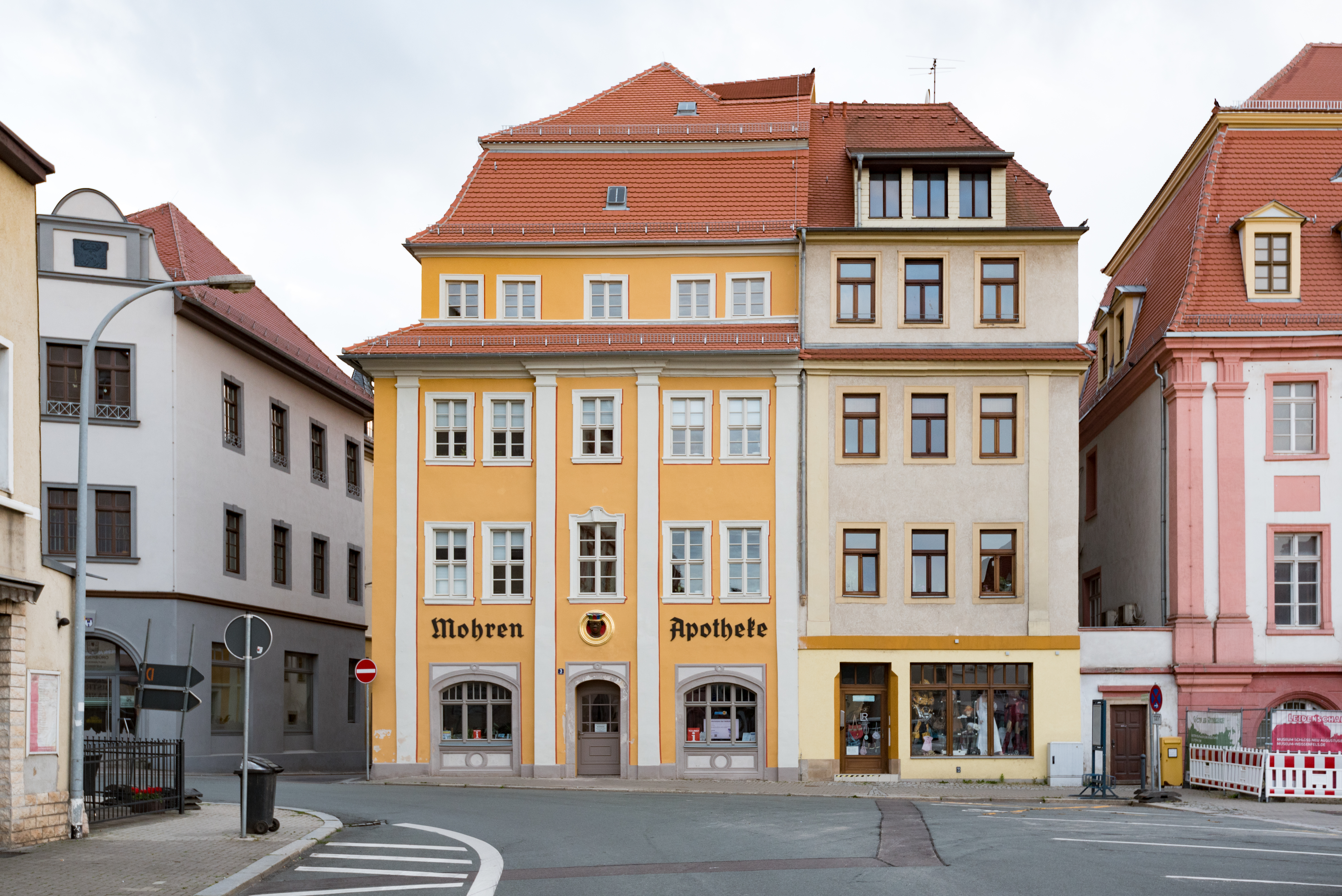
Haus der ehemaligen Mohrenapotheke in Weißenfels (November 2015)

Die Mohrenapotheke Weißenfels ist eine denkmalgeschützte Apotheke in der Stadt Weißenfels in Sachsen-Anhalt. Im örtlichen Denkmalverzeichnis ist die Apotheke unter der Erfassungsnummer 094 11360 als Baudenkmal verzeichnet.
Das Gebäude befindet sich am Markt in Weißenfels. Sein heutiges Aussehen erhielt es im 18. Jahrhundert und beheimatete bis in die 1990er Jahre die Mohrenapotheke. Die Fassade wird von einer Darstellung eines stereotypen Afrikaners mit stierenden Augen, Kraushaar, betonten Lippen und buntem, aber primitivem Schmuck verziert und trägt noch die Aufschrift Mohren Apotheke, auch wenn sich dort heute keine Apotheke mehr befindet. Eine Sanierung des Gebäudes fand in den Jahren 2014 bis 2016 statt und beheimatet heute unter anderem die Stadtinformation und mehrere Wohnungen.
Bei der Namensgebung der Apotheke bezog man sich auf den Bistumsheiligen vom Erzbistum Magdeburg, dem heiligen Mauritius. Die Worte Mauritius, Moritz und Mohr wurden lange Zeit nicht voneinander unterschieden.